# Luciano Onetti
Luciano Onetti (Azul, Província de Buenos Aires, 11 d'octubre de 1983) és un director de cinema, guionista, músic i compositor argentí. Va debutar en 2013 amb el llargmetratge experimental Sonno Profondo,  i des de llavors s'ha exercit com a director, compositor i guionista en els films Francesca (2015), Los olvidados (2017), Abrakadabra (2018) i Le Vortex Monopolaire (2021). Ha compost bandes sonores per a pel·lícules de directors com Ezio Massa, Daniel de la Vega i el seu germà Nicolás Onetti, i ha publicat tres àlbums d'estudi amb la companyia discogràfica italiana Black Widow Rècords.

## Biografia

### Inicis iSonno Profondo
Onetti va néixer l'11 d'octubre de 1983 a Azul, Província de Buenos Aires. Mentre cursava estudis de dret a Olavarría, va començar a filmar diverses escenes amb una càmera Nikon en les quals apareixia usant guants de cuir, inspirat en les pel·lícules de l'italià Dario Argento i en el cinema giallo de la dècada de 1970. Amb l'ajuda del seu germà Nicolás, qui es va encarregar de la producció, va recopilar aquestes escenes i les va convertir en el seu primer llargmetratge, Sonno Profondo, una pel·lícula experimental que va debutar en el Festival de Cinema de Sitges de 2013. El film va participar a més en altres festivals i va obtenir diversos premis i nominacions.

### Francesca,Los olvidadosiAbrakadabra
Dos anys després va estrenar el seu segon llargmetratge, titulat Francesca i també inspirat al cinema giallo. Rodat en el seu natal Azul, el film difereix de Sonno Profondo perquè presenta una història més convencional del gènere policíac, en lloc de narrar els esdeveniments des de la perspectiva de l'assassí. Francesca  va debutar en el Festival de Sitges de 2015 i va participar en altres esdeveniments cinematogràfics com el Buenos Aires Rojo Sangre, el Morbido Film Fest de Mèxic y el Fantasporto, aconseguint nominacions i guardons. Va arribar a les sales de cinema argentines al setembre de 2017.
En 2017 va codirigir amb el seu germà Los olvidados, ppel·lícula del gènere slasher filmada en les ruïnes de Epecuén. Estrenada al març de 2018 a l'Argentina, la cinta va ser protagonitzada per Mirta Busnelli, Damián Dreizik i Paula Sartor, i  va obtenir una nominació en la categoria Midnight X-treme en el Festival de Sitges de 2017 i el premi a millor pel·lícula en el Obscura Filmfestival Berlin. En 2018 va codirigir Abrakadabra, la que és considerada la tercera part de la seva trilogia giallo juntament amb els films Sonno Profondo i Francesca. Protagonitzada per María Eugenia Rigon i Germán Baudino, la pel·lícula va ser estrenada als cinemes argentins al maig de 2019, després de fer el seu recorregut per diversos festivals. La companyia discogràfica italiana Black Widow Records va publicar entre 2016 i 2019 les bandes sonores de les seves tres pel·lícules giallo.
En 2018 es va anunciar que els germans Onetti dirigirien una adaptació cinematogràfica de El pulpo negro, sèrie de televisió de suspens emesa a mitjan dècada de 1980 i protagonitzada per Narciso Ibáñez Menta. ntre 2018 i 2019, Onetti va compondre la música per als films Punto muerto i Al tercer día de Daniel de la Vega, i Alter Ego d’Ezio Massa. En 2019 va col·laborar novament amb el seu germà en la direcció d'un segment per a la pel·lícula d'antologia A Night of Horror: Nightmare Radio.

### Vortex Monopolairei actualitat
Durant la pandèmia de COVID-19, Onetti va treballar en el seu primer curtmetratge per encàrrec del productor estatunidenc Stewart David Johnson per a incloure'l en una pel·lícula d'antologia. El resultat va ser el film experimental Le Vortex Monopolaire, el qual va ser seleccionat per a participar en el Festival Internacional de Cinema de Mar del Plata de 2021, en la secció Competència Argentina, i en altres esdeveniments de cinema. El mateix any, Onetti va publicar el seu primer llibre, una antologia de relats titulada Todos mueren los domingos, a través de l’editorial Bärenhaus.
Entre 2022 i 2023 va compondre la música per a les pel·lícules Los olvidados: Cicatrices i The Last Boy on Earth (ambdues dirigides per Nicolás) i El juego de las cien velas: La última posesión, dirigida per Carlos Goitia, Guillermo Lockhart i Andrés Borghi.

## Filmografia

### Cinema
| Any  | Títol                                          | Rol                              | Notes                             |
| ---- | ---------------------------------------------- | -------------------------------- | --------------------------------- |
| 2013 | Sonno Profondo                                 | Director, compositor i guionista |                                   |
| 2015 | Francesca                                      | Director, compositor i guionista |                                   |
| 2017 | Los olvidados                                  | Director, compositor i guionista |                                   |
| 2018 | Abrakadabra                                    | Director, compositor i guionista |                                   |
| 2018 | Punto muerto                                   | Compositor                       |                                   |
| 2019 | A Night of Horror: Nightmare Radio             | Director i compositor            | 1 segment                         |
| 2021 | Alter Ego                                      | Compositor                       |                                   |
| 2021 | Al tercer día                                  | Compositor                       |                                   |
| 2021 | Le Vortex Monopolaire                          | Director, compositor i guionista | Cortometraje                      |
| 2022 | Los olvidados: Cicatrices                      | Compositor                       |                                   |
| 2023 | The Last Boy on Earth                          | Compositor                       |                                   |
| 2023 | El juego de las cien velas: La última posesión | Compositor                       |                                   |
| TBA  | El pulpo negro                                 | Director                         |                                   |
| 2024 | 1978                                           | Director, compositor i guionista | Dirigida amb el seu germà Nicolás |